# Kanton Montluçon-3
Der Kanton Montluçon-3 ist ein französischer Wahlkreis im Arrondissement Montluçon, im Département Allier und in der Region Auvergne-Rhône-Alpes. Er umfasst 14 Gemeinden und einen Teil der Stadt Montluçon. Durch die landesweite Neuordnung der französischen Kantone wurde er 2015 neu geschaffen. Er ersetzt den alten Kanton Marcillat-en-Combraille und Teile des Kantons Montluçon-Sud.

## Gemeinden
Der Kanton besteht aus 15 Gemeinden und Gemeindeteilen mit insgesamt 17.940 Einwohnern (Stand: 1. Januar 2022) auf einer Gesamtfläche von 290,00 km²:
| Gemeinde                  | Einwohner 1. Januar 2022 | Fläche km² | Dichte Einw./km² | Code INSEE | Postleitzahl |
| ------------------------- | ------------------------ | ---------- | ---------------- | ---------- | ------------ |
| Arpheuilles-Saint-Priest  | 374                      | 20,02      | 19               | 03007      | 03420        |
| Durdat-Larequille         | 1.317                    | 24,45      | 54               | 03106      | 03310        |
| La Celle                  | 400                      | 31,20      | 13               | 03047      | 03600        |
| La Petite-Marche          | 165                      | 14,93      | 11               | 03206      | 03420        |
| Marcillat-en-Combraille   | 907                      | 35,21      | 26               | 03161      | 03420        |
| Mazirat                   | 280                      | 20,26      | 14               | 03167      | 03420        |
| Montluçon                 | 9.492                    | 8,62       | 1.101            | 03185      | 03100        |
| Néris-les-Bains           | 2.441                    | 33,13      | 74               | 03195      | 03310        |
| Ronnet                    | 168                      | 19,88      | 8                | 03216      | 03420        |
| Saint-Fargeol             | 187                      | 10,36      | 18               | 03231      | 03420        |
| Saint-Genest              | 388                      | 15,17      | 26               | 03233      | 03310        |
| Saint-Marcel-en-Marcillat | 128                      | 10,55      | 12               | 03244      | 03420        |
| Sainte-Thérence           | 179                      | 13,14      | 14               | 03261      | 03420        |
| Terjat                    | 181                      | 17,74      | 10               | 03280      | 03420        |
| Villebret                 | 1.333                    | 15,34      | 87               | 03314      | 03310        |
| Kanton Montluçon-3        | 17.940                   | 290,00     | 62               | 0311       | –            |

1. ↑   Nur der südliche Teil der Gemeinde, der Rest verteilt sich auf die Kantone Montluçon-1, Montluçon-2 und Montluçon-4.

## Politik
| Vertreter im Départementsrat | Vertreter im Départementsrat       | Vertreter im Départementsrat |
| Amtszeit                     | Namen                              | Partei                       |
| ---------------------------- | ---------------------------------- | ---------------------------- |
| 2015–2021                    | Christian Chito Bernadette Vergnea | DVD                          |
| 2021–                        | Christian Chito Sylvie Sartirano   | DVD                          |